# Astronia angustifolia
Astronia angustifolia är en tvåhjärtbladig växtart som beskrevs av Rudolf Mansfeld. Astronia angustifolia ingår i släktet Astronia och familjen Melastomataceae. Inga underarter finns listade i Catalogue of Life.